# Sân bay Honningsvåg, Valan
Sân bay Honningsvåg, Valan (tiếng Na Uy: Honningsvåg lufthavn, Valan; IATA: HVG, ICAO: ENHV) là một sân bay khu vực phục vụ Honningsvåg in Nordkapp, Na Ut. Sân bay tọa lạc tại Valan, phía nam của Skipsfjorden, 4,5 kilômét (2,8 mi) về phía bắc làng. Sân bay có một đường băng dài 880 nhân 30 mét (2.887 nhân 98 ft) được vận hành bởi đơn vị quốc doanh Avinor.
Chuyến bay có các chuyến bay với cộng đồng khác ở Finnmark bởi hãng Widerøe, với máy bay Dash 8-100 của họ. Sân bay phục vụ 13.487 lượt hành khách trong năm 2014.
Honningsvag được phục vụ bởi tuyến bay bằng thủy phi cơ trong những năm cuối thập niên 1930, nhưng dịch vụ bay bằng thủy phi cơ không bao giờ trở tiếp tục lại sau thế chiến II. Sân bay Honningsvag đã được lên kế hoạch như một phần của việc xây dựng các sân bay có đường cất hạ cánh ngắn ở Finnmark, nhưng không mở cửa cho đến ngày 30 tháng 6 năm 1977 do địa hình và điều kiện khó khăn hạ cánh của sân bay này. Widerøe ban đầu phục vụ sân bay bằng máy bay de Havilland Twin Otter, cho đến khi Dash 8 đã được đưa vào sử dụng vào năm 1995. Các đường bay này đã được trợ cấp từ năm 1997 thông qua quy định nghĩa vụ dịch vụ công cộng. Một nhà ga mới mở trong năm 1989. Việc mở đường hầm Mũi Bắc vào năm 1999 đã dẫn đến sự sụt giảm giao thông tại sân bay này.